# George Nepia
George Nepia (Hawke's Bay, 25 de abril de 1905 – East Cape, 27 de junio de 1986) fue un exjugador neozelandés de rugby que se desempeñó como fullback.
Nepia está considerado uno de los mejores fullbacks de la historia. De gran destreza, seguridad para embolsar el balón, una patada potente y un eficaz y agresivo tackleo. Desde 2014 es miembro del Salón de la Fama de la World Rugby.

## Biografía
Nepia nació Hawke's Bay y era de etnia maorí. Después de terminar la escuela primaria ganó una beca deportiva para estudiar en la Universidad Te Aute, pero en su lugar asistió a una universidad agrícola maorí.
En 1926 se casó con Huinga Kohere y tuvieron cuatro hijos, tres varones y una niña. Luego de recibirse, Nepia y su familia se establecieron en una granja lechera en Gisborne.
En 1935 Nepia fue a Inglaterra para buscar jugar profesionalmente (prohibido en ese momento) y fue contratado por Streatham and Mitcham RLFC, un club de rugby League en Londres, por £ 500. Su familia se quedó en Nueva Zelanda. Luego se marchó a Halifax para jugar en Halifax RLFC también profesionalmente pero a mitad de temporada fue descubierto por la Rugby Football Union y fue expulsado del rugby inglés, Nepia volvió a Nueva Zelanda en 1937.
Después de su retiro del rugby, Nepia se convirtió en árbitro y trabajó como administrador de una granja en el distrito Wairoa hasta que en 1975 murió su esposa Huinga. Nepia viudo, vivió sus últimos años con su hijo Winston en East Cape y murió en 1986.

## Carrera
Nepia debutó en primera con Hawke's Bay RU en 1923 a la edad de 18 años y jugó inicialmente como wing hasta que brindó la suficiente confianza para jugar de fullback. En ese momento Hawke's Bay tenía uno de los equipos más fuertes del país y ganó el difícil torneo, Escudo Ranfurly.
En 1927 se cambió a East Coast RFU donde jugaría hasta su retiro en 1944, no obstante jugó algunos partidos de forma irregular hasta 1947. En 1950, con 45 años la leyenda de la costa este volvió a jugar por última vez para un partido personalmente especial; fue contra Poverty Bay, equipo capitaneado por su hijo George. Esta fue la única vez (que se tiene registrado) que se enfrentaron padre e hijo por un partido oficial.

### Selección nacional
Nepia fue convocado a los All Blacks en 1924 para realizar una gira por Reino Unido. El equipo luego sería conocido como los Invencibles, ya que jugó 32 partidos y ganó todos, solo Nepia disputó todos los partidos. No obstante solo jugaron 4 partidos oficiales: victorias ante Irlanda, Gales, Inglaterra y Francia.
En 1928 no fue llevado a una gira por Sudáfrica debido a motivos raciales de parte de los afrikáner. Nepia volvió a jugar para los All Blacks ante los Wallabies en la gira de 1929 y nuevamente para enfrentar a los British and Irish Lions en su gira por Australia y Nueva Zelanda 1930.